# Take My Breath Away (Berlin)
Take My Breath Away è un singolo del gruppo musicale statunitense Berlin, pubblicato il 15 giugno 1986 come primo estratto dal quarto album in studio Count Three & Pray.
Il brano è stato scritto per la colonna sonora del film Top Gun da Giorgio Moroder e Tom Whitlock. Ha vinto l'Oscar alla miglior canzone originale oltre che il Golden Globe nel 1987. Al successo del brano seguì lo scioglimento della band nel 1987 a causa di divergenze fra la cantante Terri Nunn e il fondatore della band John Crawford, risentito del fatto che il gruppo avesse trovato popolarità grazie a una canzone che "non avevamo scritto noi, non avevamo mai sentito e non c'entrava niente con noi".
Il brano fu pubblicato nuovamente nell'ottobre 1990 in concomitanza con il primo passaggio televisivo di Top Gun e utilizzato come colonna sonora di uno spot televisivo della Peugeot 405 per il Regno Unito: in quell'occasione il brano raggiunse la terza posizione della classifica inglese.

## Classifiche
| Classifica (1986)    | Posizione massima |
| -------------------- | ----------------- |
| Australia            | 2                 |
| Austria              | 4                 |
| Belgio               | 1                 |
| Canada               | 2                 |
| Europa               | 1                 |
| Finlandia            | 13                |
| Francia              | 2                 |
| Germania             | 3                 |
| Irlanda              | 1                 |
| Italia               | 5                 |
| Norvegia             | 4                 |
| Nuova Zelanda        | 4                 |
| Paesi Bassi          | 2                 |
| Sudafrica            | 2                 |
| Spagna               | 2                 |
| Svezia               | 2                 |
| Svizzera             | 2                 |
| UK                   | 1                 |
| US Billboard Hot 100 | 1                 |

## Cover
Il brano è stato ricantato da diversi artisti nel corso degli anni. Sicuramente una delle versioni più celebri è quella eseguita da Jessica Simpson, inclusa nell'album In This Skin. Altre versioni di Take My Breath Away sono state eseguite dal gruppo Copeland, da Sandy Lam in lingua cantonese, dal gruppo di rock cristiano Relient K e dal deejay Alesso, Jan Wayne nel 2002 inserita nell'album Back Again. Nel 2012 il cast della serie televisiva Glee ha realizzato una cover del brano.
Nel 1987, ha ottenuto successo anche la cover italiana Toglimi il respiro (togli il fiato) cantata da Cristiano Malgioglio, inserita nell'album Casanova.

## Tracce
1. Take My Breath Away – 4:13 (Giorgio Moroder, Tom Whitlock)
2. Radar Radio (feat. Joe Pizzulo) – 3:40 (Giorgio Moroder)